# Södra Säms landskommun
Södra Säms landskommun var en tidigare kommun i dåvarande Älvsborgs län.

## Administrativ historik
Säms landskommun inrättades i Säms socken i Kinds härad i Västergötland när 1862 års kommunalförordningar trädde i kraft. Namnet ändrades senare till Södra Säms landskommun, troligen samtidigt med att socknen bytte namn till Södra Säms socken (1 januari 1886, beslutat 17 april 1885).
Vid kommunreformen 1952 uppgick landskommunen i Åsundens landskommun som 1974 uppgick i Ulricehamns kommun.

## Politik

### Mandatfördelning i valet 1946
| 10 | 6 | 4 |

| 20 |